# Тегла
Тегла је посуда направљена првенствено од стакла, намијењена за чување углавном прехрамбених намирница у чврстом стању, али и неких полутечних или течних. Углавном је цилиндричног облика, са широким отвором на врху. За разлику од боце, нема грло или је оно веома кратко и широко.
Уобичајене намирнице за чување у теглама су пекмез, мед, слатко, компот, али и зрнасте намирнице као рижа, шећер, макароне или за слаткише. Незаобилазан су облик амбалаже у припремању зимнице. Због облика, тегле су практичне и за чување непрехрамбених намирница.
У српском језику, тегла ријетко или никако укључује сличне посуде од других материјала. Пластичне посуде таквог облика се чешће називају кутијом или кантицом. Керамичке посуде се називају ћупом.
Затварачи за теглу су најчешће метални поклопци са навојем, а затим пластични поклопци на притисак. Код тегла са мањим отвором користи се и чеп од плуте.

## Разне тегле за разне намјене
- Празна стаклена тегла од 250
- Тегла киселих краставаца
- Тегла са причвршћеним поклопцем
- Ужа тегла са хреновкама
- Тегла са медицинским узорцима
- Тегла са ручком, веома слична кригли
- Глинена тегла